# Sosialistisk Folkeparti
Sosialistisk Folkeparti (Forkortet: SF) er et tidligere politisk parti i Norge, stiftet i 1961 og opløst igen 1975 efter partiet røg ud af det norske Storting.

## SFs ledere
- 1961–1969 Knut Løfsnes
- 1969–1971 Torolv Solheim
- 1971–1973 Finn Gustavsen
- 1973–1975 Stein Ørnhøi

## Stortingsvalgshistorie 1961-1969
| Årstal | Procent af stemmer (%) | Antal stortingsrepræsentanter |
| ------ | ---------------------- | ----------------------------- |
| 1961   | 2,4%                   | 2                             |
| 1965   | 6,0%                   | 2                             |
| 1969   | 3,4%                   | 0                             |